# Аборти в Бельгії

Правовий статус абортів у світі:
Легальний
Легальний при зґвалтуванні та за медико-соціальними показниками
Легальний у випадках (або заборонений, окрім випадків) зґвалтування, медико-соціальних протипоказань
Заборонений, окрім випадків зґвалтування та медико-соціальних протипоказань
Заборонений, окрім випадків загрозі життю жінки та при наявності психічних і патологічних протипоказань
Заборонений без виключень
Відмінності за регіонами
Відсутні дані

Аборти в Бельгії повністю легалізовані починаючи з 4 квітня 1990 року. Аборти легальні до 12 тижнів після запліднення (14 тижнів після останньої менструації), і жінка повинна пройти консультації впродовж 6 днів до аборту, а потім лікар повинен стежити за її здоров'ям упродовж кількох тижнів після процедури. Пізніші строки абортів дозволені, якщо є ризик для життя жінки або плід може народитися з дефектами. Станом на  2009 рік кількість абортів становила 9,2 на 1000 жінок віком 15-44 років.

## Лібералізація законодавства про аборти 1990 року
До 1990 року Бельгія залишалася однією з небагатьох європейських країн, де аборти були під забороною. Однак, їх можна було неофіційно робити (й навіть отримати відшкодування з фондів медичного страхування), коли їх реєстрували як «вишкрібання». Підраховано, що тоді кожного року проводили 20000 абортів (у порівнянні з 100 000 живонароджень).
Коли Закон про лібералізацію абортів прийняли, то це викликало суперечки серед багатьох бельгійців. На початку 1990 року, попри протидію християнської партії, коаліція соціалістичної та ліберальної партій прийняла закон, який частково лібералізував законодавство про аборти в Бельгії. Бельгійські єпископи звернулися до населення з публічною заявою, у якій виклали своє доктринальне та пастирське неприйняття закону. Вони попереджали бельгійських католиків, що будь-яка особа, задіяна «ефективно і безпосередньо» у вчинення абортів, «виключає себе з церковної спільноти». Мотивований сильною позицією бельгійських єпископів, король Бодуен 30 березня повідомив прем'єр-міністрові, що він не може підписати закон, не порушивши своєї совісті як католик. Оскільки закони не набирають чинності без королівського підпису, то його відмова підписати могла викликати конституційну кризу. Однак, проблему вдалося вирішити шляхом угоди між королем і прем'єр-міністром Мартенсом, згідно з якою Бельгійський уряд оголосив короля неспроможним виконувати обов'язки, взяв на себе його повноваження і ухвалив закон, після чого наступного дня парламент проголосував за те, щоб відновити короля на його посаді. У Ватикані охарактеризували дії короля як «благородний і сміливий вибір», продиктований «дуже сильною моральною совістю». Інші вважали дії Бодуена «не більш як жестом», оскільки його відновили на посаді короля всього через 44 години після відсторонення від влади.